# Cnemaspis fortis
Cnemaspis fortis — вид ящірок з родини геконових (Gekkonidae). Описаний у 2023 році.

## Етимологія
Видова назва fortis перекладається з латини як «сильний».

## Поширення
Ендемік Індії. Поширений у Західних Гатах.